# Arthur Dunkelblum
Arthur Dunkelblum (23 d'abril de 1906 - 27 de gener de 1979) va ser un jugador d'escacs belga d'origen polonès, que tenia el títol de Mestre Internacional des de 1957.
Arthur Dunkelblum va néixer a Cracòvia (Cracòvia - Podgórze), Àustria-Hongria. Va jugar representant Bèlgica en onze Olimpíades d'escacs: 1928, 1933, 1937, 1950, 1954, 1956, 1958, 1960, 1962, 1966 i 1968 (un dels casos més destacats de bretxa més gran entre la primera i l'última aparició en una olimpiada).

## Resultats destacats en competició
El 1922, va ocupar el tercer lloc a Anvers (BEL-ch, el guanyador fou Edgar Colle). L'any 1925, va ser 3r a Brussel·les (BEL-ch, qualificació). L'any 1926, va empatar 5-7 a Spa. El 1930, va empatar al 2n-3r llocs a Brussel·les (el guanyador fou George Koltanowski). El 1933, va fer 3r a Brussel·les (BEL-ch). El 1934, va ocupar el tercer lloc a Lieja (BEL-ch, va guanyar Victor Soultanbeieff). El 1937, va ocupar el 9è lloc a Ostende. El 1937, va fer 3r a Brussel·les (BEL-ch).
Després de la Segona Guerra Mundial, va empatar als llocs 5è-6è a Baarn C (el campió fou Baruch Harold Wood) el 1947. Dunkelblum va guanyar el Campionat de Bèlgica a Bruges el 1949. Va empatar al 2n-3r llocs darrere de Robert Lemaire a Gant (BEL-ch) el 1950. El seu millor resultat al torneig va ser a Gijón, el 1950, on va acabar 2n-3r, darrere de Nicolas Rossolimo. El 1957, va empatar als llocs 10-11 a Dublín (el campió fou Luděk Pachman).
Dunkelblum va rebre el títol de Mestre Internacional el 1957.